# Federation of European Microbiological Societies
A Federação Europeia das Sociedades Microbiológicas (em inglês, Federation of European Microbiological Societies, FEMS) é uma organização científica europeia internacional, formada pela união de várias organizações nacionais. Existem agora 54 membros, provenientes de 38 países europeus, regulares e provisórios. Os seus membros podem candidatar-se a bolsas, subsídios e/ou apoio ao organizar reuniões. A FEMS facilita a troca de conhecimento científico para todos os microbiologistas na Europa e no mundo, publicando cinco revistas de microbiologia e organizando um congresso bienal para microbiologistas em todo o mundo (FEMS Congress em Julho de 2019). Também realiza campanhas como a Academia Europeia de Microbiologia (EAM) .
Desde 1977, a FEMS é a patrocinadora da FEMS Microbiology Letters, uma revista que foi posteriormente seguido por mais quatro:
"	FEMS Microbiology Letters
"	FEMS Microbiology Reviews
"	Pathogens and Disease precedido por FEMS Immunology and Medical Microbiology
"	FEMS Microbiology Ecology
"	FEMS Yeast Research
Estas revistas são originalmente publicadas para a FEMS pela Elsevier, depois pela Wiley-Blackwell e, presentemente, são publicadas pela Oxford University Press.